# Roy Präger
Roy Präger (Brandenburg, 1971. szeptember 22.) német labdarúgó. Jelenleg a TSV Hehlingen csapatában játszik, csatár poszton.

## Karrier
Tagja volt az FC Stahl Brandenburg, a Fortuna Köln, a Hamburger SV és a VfL Wolfsburg csapatának is.

## Külső hivatkozások
- Ismertetője a transfermarkt.de honlapján